# Звёздная ночь (рисунок Ван Гога)
«Звёздная ночь» (фр. La Nuit étoilée, нидерл. De sterrennacht, нем. Sternennacht) — рисунок нидерландского художника-постимпрессиониста Винсента Ван Гога, созданный летом 1889 года во французском городе Сен-Реми-де-Прованс в период работы над одноимённой картиной, для которой написал несколько эскизов. Художник направил рисунок своему брату Тео в Париж. После их смерти коллекция досталась жене последнего Йоханне, продавшей рисунок немецкому писателю Альфреду фон Хеймелю. После его смерти в 1914 году он перешёл по завещанию его сестре, а та в 1918 году преподнесла рисунок в дар бременскому музею Кунстхалле.
Во время Второй мировой войны немецкие власти спрятали собрание западноевропейских мастеров этого музея в подвале брандербургского замка Карнцов, где в июле 1945 года в тайнике его нашли советские солдаты 1-го Белорусского фронта. Капитану Виктору Балдину удалось спасти многие работы и различными способами собрать 2 полотна и 362 графические работы. После демобилизации он тайно привёз их в СССР, в том числе и рисунок Ван Гога, который пострадал при транспортировке, так как его пришлось сложить пополам. В 1947 году Балдин передал коллекцию московскому Государственному музею русской архитектуры (в настоящее время Музей архитектуры имени Щусева), где был директором с 1963 года до выхода на пенсию. Там она хранилась долгое время до передачи в 1991 году в Государственный Эрмитаж.

## История
По мнению британского искусствоведа Мартина Бейли (Martin Bailey), рисунок создан в июне 1889 года, через несколько дней после того, как Ван Гог написал одну из своих самых известных картин — «Звёздная ночь» (Музей современного искусства, Нью-Йорк). Стивен Найфи и Грегори Уайт-Смит датировали его июлем того же года. На обоих произведениях представлен вид из восточного окна спальни Ван Гога в больнице для душевнобольных Сен-Поль-де-Мозоль в Сен-Реми-де-Прованс (где он находился с мая 1889 года) на предрассветное небо и преображённую его фантазией деревню. Директор лечебницы доктор Пейрон не препятствовал художнику писать и даже выделил отдельную комнату под мастерскую.
С 7 июня художника стали выпускать в деревенскую округу, где на одном из первых сеансов он набросал эскиз будущей композиции «Звёздной ночи» — «Вид Сен-Реми». Однако он воспользовался этим рисунком лишь отчасти: в отличие от него на законченном полотне прежде всего выделяются кипарисы на первом плане, а не улочки и дома деревни. Эскиз пером и чернилами шириной более 60 см был одной из более десяти копий картины «Звёздная ночь», над которой он работал начиная с выходных 15—16 июня и ко вторнику закончил. Идея ночного пейзажа с кипарисом и звёздным небом зародилась у Винсента ранее, ещё когда он проживал в провансальском Арле. В октябре 1888 года он написал полотно «Звёздная ночь над Роной» (Музей д’Орсе, Париж), но решил вернуться к этой теме позднее. После того как картина была закончена, Винсент предупредил брата, что он несколько отошёл от стиля своих предыдущих работ, а «Звёздная ночь» — скорее художественное преувеличение, а не традиционный пейзаж.
Кроме помощи при работе над ночным пейзажем, эскизы предназначались для брата живописца — торговца картинами Тео Ван Гога, жившего вместе с женой Йоханной в Париже, чтобы тот «имел представление о том, над чем он сейчас работал». 19 июня мастер писал Тео в Париж:
Спрячь подальше то из присланного, что чересчур уж плохо, тебе это не нужно, а мне оно попозже всё-таки пригодится как напоминание о виденном. То же, что есть у меня хорошего, будет выглядеть тем лучше, чем меньшим количеством полотен оно будет представлено.

Остальное сунь в картонную папку, проложив старыми газетами, — большего эти этюды не заслуживают. Посылаю тебе рулон рисунков…
В больнице художник пробыл до середины 1890 года, после чего переехал в Париж. Во время чрезвычайно продуктивного в художественном отношении периода нахождения в Сен-Реми он создал более 150 картин, более 100 рисунков и акварелей. После смерти Винсента в июле 1890 года и Тео в январе 1891 года рисунок и картина вместе с коллекцией перешли во владение Йоханны, которая в 1907 году продала его через арт-дилера бременскому писателю, коллекционеру и издателю Альфреду Вальтеру фон Хеймелю (Alfred Walter von Heymel). Он умер в 1914 году и завещал работу Ван Гога своей двоюродной сестре Кларе Хэй. В 1918 году она передала рисунок в дар бременскому музею Кунстхалле. До начала Второй мировой войны он был малодоступен для публики и выставлялся только восемь раз: в парижской галерее Амбруаза Воллара в 1896 году, в Городском музее Амстердама в 1905 году, в берлинской галерее Кассирера в 1914 году, в ганноверской галерее Гестнера в 1919 году, в Берлине, Вене и Ганновере в 1927—1828 годах и в последний раз в парижском Дворце современного искусства в 1937 году. Название «Звёздное небо» стало известно после выставки в Роттердаме, на которой было представлено полотно. Сам же автор упоминал про полотно по разному: «звёздное небо», «ночной этюд», «ночной эффект», а Тео называл «деревней в лунном свете». После смерти братьев картина чаще всего была известна как «Звёзды», пока после 1927 года не закрепилось современное название.
Собрание из Бременского кунстхалле было спрятано немцами от воздушных налётов союзников в 1945 году в подвале брандербургского замка Карнцов и 5 июля было обнаружено советскими солдатами 38-й Пинской инженерно сапёрной бригады 61-й армии Первого Белорусского фронта в тайнике. Командиру сапёрного батальона капитану Виктору Балдину, по образованию реставратору, удалось собрать и вывезти в СССР коллекцию, позднее получившую название в честь него. В это собрание вошли 364 произведений западноевропейского искусства (две небольших картины Дюрера и Гойи, а также 362 графических, среди которых — рисунки Рембрандта, Рубенса, Ван Дейка, Тициана, Веронезе, Тьеполо, Грёза, Делакруа, Коро, Мане, Дега, Родена, Тулуз-Лотрека). Балдин сложил рисунки в свой чемодан, но в связи с тем, что работа Ван Гога по своим размерам в него не помещалась, её пришлось сложить пополам. Долгое время на Западе ничего не было известно о судьбе эскиза. В 1970 году вышло новое пересмотренное издание каталога-резоне нидерландского искусствоведа Якоба Барта де ла Файя, где рисунок значился под номером «F 1540» как утраченный.
После демобилизации Балдин проживал в подмосковном городе Загорск (ныне Сергиев Посад), куда привёз в своём чемодане собранные им работы. Несколько лет они находились у него дома, а в 1947 году он передал их московскому Государственному музею русской архитектуры (в настоящее время Музей архитектуры имени Щусева), где был директором с 1963 года до выхода на пенсию. Там они хранились долгое время до передачи их в 1991 году в Государственный Эрмитаж. В 1993 году коллекцию показали на выставке, издали её каталог и открыли для зарубежных исследователей. Ван Гог часто применял чернила, которые со временем теряли яркость. Однако рисунок хорошо сохранился, так как находился на хранении без яркого дневного света. В связи с тем, что он был сложен при транспортировке Балдиным, на листе образовалась вертикальная складка в центре, внизу которой образовался надрыв длиной 2 см.
Министерство культуры Российской Федерации в феврале 2003 года предложило передать коллекцию в Кунстхалле в Бремене, которой она принадлежала до конца Второй мировой войны. Однако в силу юридических и политических коллизий решения о передаче коллекции Германии не было принято. С 2005 года бременская коллекция Балдина находится в распоряжении Министерства культуры Российской Федерации.